# Bullfrog Productions
Bullfrog Productions LTD var ett brittiskt företag som utvecklade datorspel. Företaget grundades år 1987 av Les Edgar och Peter Molyneux. Företaget blev känt år 1989 när de släppte Populous, som har ansetts vara det första gudsspelet.
Bullfrogs utgivare, Electronic Arts, köpte upp företaget i januari 1995. Molyneux blev en direktör och konsult på Electronic Arts. Molyneux lämnade Bullfrog i augusti 1997 för att grunda Lionhead Studios medan andra anställda grundade Mucky Foot Productions. De sista titlarna som bar Bullfrogs logotyp gavs ut 2001. 2004 slog Electronic Arts ihop Bullfrog med flera andra till EA UK.
I augusti 2009 övervägde Electronic Arts att utveckla nyversioner av några av Bullfrogs spel anpassade för moderna system.

## Speltitlar
- Fusion (1988)
- Populous (1989)
- Flood (1990)
- Powermonger (1990)
- Populous II (1991)
- Syndicate (1993)
- Magic Carpet (1994)
- Theme Park (1994)
- Syndicate: American Revolt (1994)
- Tube (1994)
- Hi-Octane (1995)
- Magic Carpet 2 (1995)
- Genewars (1996)
- Syndicate Wars (1996)
- Dungeon Keeper (1997)
- Theme Hospital (1997)
- Populous: The Beginning (1998)
- Theme Aquarium (1998)
- Dungeon Keeper 2 (1999)
- Theme Park World (SimTheme Park i USA) (1999)
- Theme Park Inc (SimCoaster i USA) (2001)